# Monteverdi Hai 650 F1
La Monteverdi Hai 650 F1 est un prototype de supercar du constructeur suisse Monteverdi présenté en 1992.

## Histoire
Après la faillite de sa société en 1984, Peter Monteverdi reprend la construction automobile en 1992 après le rachat, en 1990, de la petite écurie de course Onyx Grand Prix.
Pour parvenir à ses fins, il doit se faire remarquer avec une nouvelle voiture, comme il avait vainement tenté de le faire en 1970 avec la Monteverdi Hai 450 SS. L'objectif est de créer une supercar, une F1 de route. Il s'appuie sur le châssis de Formule 1 de la Monteverdi ORE-1B et de son moteur V8 Ford-Cosworth pour concevoir la "Hai 650 F1" qui rend hommage aux prototypes restés sans suite Hai 450 SS de 1970.
La voiture est présentée à plusieurs clients et, si quelques rares commandes semblent prises, aux dires de Peter Monteverdi, aucune voiture n'est produite en série ; deux prototypes sont exposés au musée Monteverdi de Bâle.

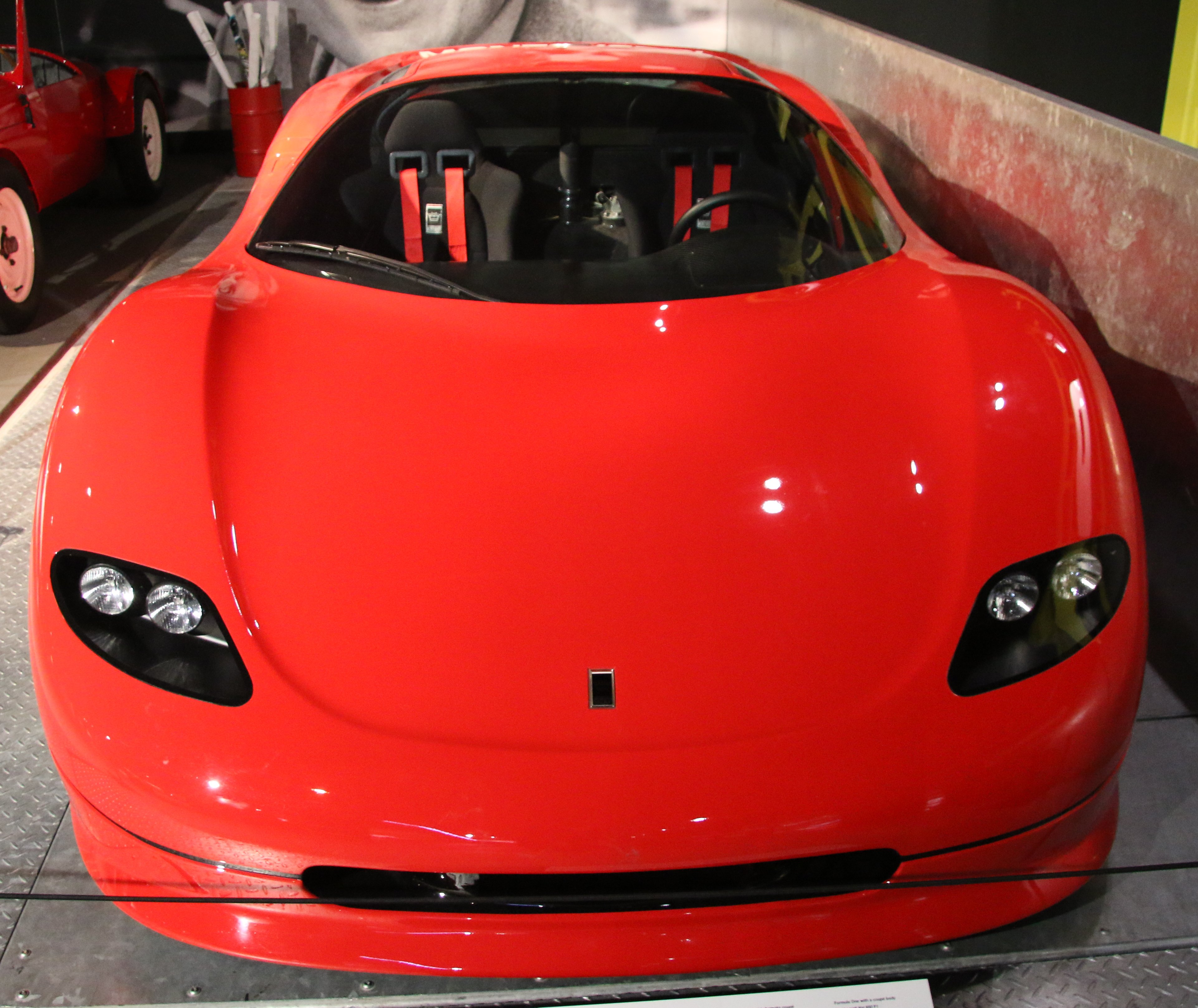
Monteverdi Hai 650 F1